# 俞炳煇
俞炳煇，安徽省徽州府婺源縣人，清朝政治人物、同進士出身。
光緒六年（1880年），参加庚辰科殿試，登進士三甲第61名。同年五月，著分部學習。